# Resolution 2637 des UN-Sicherheitsrates
Die Resolution 2637 des UN-Sicherheitsrates der Vereinten Nationen wurde am 22. Juni 2022 angenommen. In der Resolution stimmte der Sicherheitsrat für Internationaler Residualmechanismus für die Ad-hoc-Strafgerichtshöfe bis zum 30. Juni 2024.
Vierzehn Mitglieder des Rates stimmten dafür, während Russland sich der Stimme enthielten.